# Institut Can Puig
L'Institut Can Puig és un centre educatiu de secundària i batxillerat a la població de Sant Pere de Ribes (Garraf). L'institut pren el nom de la seva ubicació original, la masia de Can Puig
Ferran Miquel el va posar en marxa el 1986 per encàrrec del consistori com un projecte pioner que ha servit d'inspiració pel model disruptiu. L'institut ha estat dirigit des de 1998 per la directiva encapçalada per Lluís Alonso. Anteriorment, el director del centre va ser l'historiador Josep Lluís Palacios. El 2020 fou guardonat per un dels Premis Ensenyament del Cercle d'Economia. Actualment, es troba en un edifici modern construït expressament per a acollir-hi l'institut, localitzat al carrer Joan Maragall del mateix Sant Pere de Ribes.